# 巴音善岱庙
巴音善岱庙，又名“脑门乌力吉图寺”，汉名“永觉寺”，藏语名“拉西却令”，位于内蒙古自治区巴彦淖尔市乌拉特后旗获各琦苏木乌宝力格嘎查，原是一座藏传佛教格鲁派寺院，重建后现为香巴噶举派寺院。

## 简介
巴音善岱庙位于乌拉特后旗获各琦苏木乌宝力格嘎查，始建于清朝乾隆四十三年（1778年）（一说康熙五十六年（1717年）），由当地高僧若哈巴多格米德（被当地信徒尊为活佛。俗名“陶格木德”。又称“拉格巴·陶格木德”）创建。清朝皇帝赐匾将寺名定为“脑门乌力吉图寺”（汉语意为“永觉寺”）。八世达赖也曾赐名“拉西却令”。该庙是乌拉特后旗境内规模最大的寺庙。
据记载，巴音善岱庙的始创者之一是该庙第一世东活佛，原名“甘珠尔”，法名“智华陶格米德”。他自幼皈依佛门，在五当召、五台山、拉萨等地学习十七年，获拉然巴学位，回到乌拉特之后，历经周折建成该庙。
鼎盛时期，该庙有喇嘛500多人（一说1500多人），并且拥有大量牧地、牲畜、庙产，属庙14座，喇嘛住所102间、大小仓库22座，大牲畜800多头，羊3000多只，有20余户牧民为该庙放牧。该庙的属庙有：本巴图庙、哈日朝鲁庙、查干哈少庙、乌嘎拉井庙等等。该庙的联系范围很广，东至四子王旗、哲里木盟、昭乌达盟；西至阿拉善盟、青海、拉萨等地；南至伊克昭盟；北至外蒙古大库伦，以及北京、五台山。该庙香火旺盛。
文化大革命中，该庙遭毁灭性破坏。2008年，乌拉特后旗巴音善岱庙民间修复筹备委员会成立。2008年9月19日，乌拉特后旗举行巴音善岱庙修复开工仪式，计划投资1.3亿元，建成后总建筑面积1.5平方公里，计划用5年完成复建工程。到2010年，已投资3000多万元，建起了大雄宝殿、僧侣寮房、居士楼等等，投入使用；其他建筑正在继续兴建。重建后的大雄宝殿总建筑面积4056平方米，共7层，高29米，宝顶高6米，总高度将达35米。
2009年5月15日，临河慈云寺玖美俄萨活佛在该庙遗址举行密宗大殿奠基典礼。2009年11月11日，举行了寺院开光活动。2010年10月30日，巴音善岱庙举行密宗大殿开光仪式。此后，又陆续建成时轮塔、僧侣寮房、居士楼。2013年5月8日（农历三月二十九日），内蒙古巴音善岱庙举办经殿、闭关房奠基仪式。玖美俄萨活佛主持仪式并在奠基场地埋下了宝瓶，慈云寺四众弟子300余人在其带领下诵经回向，祈愿法会成功，工程顺利。
重建后的巴音善岱庙是一座典型的噶举派寺院，由巴彦淖尔市临河区的噶举派寺院慈云寺活佛具德金刚上师玖美俄萨派弟子前往该寺主持并维护道场。